# Aina
Aina – międzynarodowy zespół muzyczny wykonujący metal symfoniczny, funkcjonujący w latach 2003-2004.
Jedyny album formacji zatytułowany Days of Rising Doom - The Metal Opera ukazał się w 2003 roku nakładem Transmission/The End Records.

## Muzycy
Ostatni skład zespołu
- Sascha Paeth - aranżacje, produkcja muzyczna (2003-2004)
- Robert Hunecke-Rizzo - gitara elektryczna, gitara basowa, perkusja (2003-2004)
- Michael "Miro" Rodenberg - instrumenty klawiszowe (2003-2004)
- Amanda Somerville - wokal prowadzący, wokal wspierający (2003-2004)

Gościnnie wystąpili
| - The Trinity School Boys Choir - Sebastian Thomson – śpiew - Michael Kiske – śpiew - Damian Wilson – śpiew - Glenn Hughes – śpiew - Tobias Sammet – śpiew - Thomas Rettke – śpiew - Olaf Hayer – śpiew - Cinzia Rizzo – śpiew |  | - Rannveig Sif Sigurdardottir – śpiew - Candice Night – śpiew - André Matos – śpiew - Sass Jordan – śpiew - Marco Hietala – śpiew - Simone Simons – śpiew - Oliver Hartmann – śpiew - Herbie Langhans – śpiew - Ann Shee – śpiew |  | - Olaf Reitmeier – gitara elektryczna - Derek Sherinian – instrumenty klawiszowe - Jens Johansson – instrumenty klawiszowe - T.M. Stevens – gitara basowa - Axel Naschke – instrumenty klawiszowe - Erno "Emppu" Vuorinen – gitara elektryczna - Thomas Youngblood – gitara elektryczna - Erik Norlander – instrumenty klawiszowe |

## Dyskografia
- Days of Rising Doom - The Metal Opera (2003)[6]